# Deutsche Fußballmeisterschaft 1977 (Frauen)
Die deutsche Fußballmeisterschaft 1977 der Frauen war die vierte deutsche Fußballmeisterschaft, die der DFB ausrichtete. Sieger wurde die SSG 09 Bergisch Gladbach, die im Finale die NSG Oberst Schiel mit 0:0 und 1:0 schlug. Für die SSG war es die erste von insgesamt neun Meisterschaften.

## Teilnehmer
Folgende Mannschaften haben sich als beste Mannschaft ihres Landesverbandes für die Endrunde qualifiziert:
| Regionalverband Nord | Regionalverband West                                                                           | Regionalverband Südwest                                                                      | Regionalverband Süd | Berlin                   |
| - Bremen: TSV Wulsdorf - Hamburg: Farmsener TV - Niedersachsen: VfL Wittekind Wildeshausen - Schleswig-Holstein: Rendsburger TSV | - Mittelrhein: SSG 09 Bergisch Gladbach - Niederrhein: KBC Duisburg - Westfalen: FC Schalke 04 | - Rheinland: SC 07 Bad Neuenahr - Saarland: FC Hellas Marpingen - Südwest: TuS Niederkirchen | - Baden SV Schlierstadt 1921 - Bayern Bayern München - Hessen: NSG Oberst Schiel - Südbaden: SC Freiburg - Württemberg: VfL Schorndorf | - Tennis Borussia Berlin |

## Übersicht
|  | Achtelfinale            | Achtelfinale            | Achtelfinale |                         |   | Viertelfinale | Viertelfinale | Viertelfinale |  |  | Halbfinale | Halbfinale | Halbfinale |  |  | Finale | Finale | Finale |
|  |                         |                         |              |                         |   |               |               |               |  |  |            |            |            |  |  |        |        |        |
|  | VfL Schorndorf          | 2                       | 2            |                         |   |               |               |               |  |  |            |            |            |  |  |        |        |        |
|  | Bayern München          | 2                       | 4            |                         |   |               |               |               |  |  |            |            |            |  |  |        |        |        |
|  | Bayern München          | 2                       | 4            | Bayern München          | 0 | 2             |               |               |  |  |            |            |            |  |  |        |        |        |
|  |                         |                         |              | Bayern München          | 0 | 2             |               |               |  |  |            |            |            |  |  |        |        |        |
|  |                         | TuS Niederkirchen       | 0            | 0                       |   |               |               |               |  |  |            |            |            |  |  |        |        |        |
|  | TuS Niederkirchen       | TuS Niederkirchen       | 0            | 0                       | 1 | 3             |               |               |  |  |            |            |            |  |  |        |        |        |
|  | TuS Niederkirchen       |                         |              |                         | 1 | 3             |               |               |  |  |            |            |            |  |  |        |        |        |
|  | Farmsener TV            | 2                       | 1            |                         |   |               |               |               |  |  |            |            |            |  |  |        |        |        |
|  | Farmsener TV            | 2                       | 1            | Bayern München          | 1 | 0             |               |               |  |  |            |            |            |  |  |        |        |        |
|  |                         |                         |              |                         |   |               |               |               |  |  |            |            |            |  |  |        |        |        |
|  |                         | Bergisch Gladbach       | 3            | 4                       |   |               |               |               |  |  |            |            |            |  |  |        |        |        |
|  | Hellas Marpingen        | Bergisch Gladbach       | 3            | 4                       | 2 | 2             |               |               |  |  |            |            |            |  |  |        |        |        |
|  | Hellas Marpingen        |                         |              |                         | 2 | 2             |               |               |  |  |            |            |            |  |  |        |        |        |
|  | SC 07 Bad Neuenahr      | 2                       | 3            |                         |   |               |               |               |  |  |            |            |            |  |  |        |        |        |
|  | SC 07 Bad Neuenahr      | 2                       | 3            | SC 07 Bad Neuenahr      | 2 | 0             |               |               |  |  |            |            |            |  |  |        |        |        |
|  |                         |                         |              | SC 07 Bad Neuenahr      | 2 | 0             |               |               |  |  |            |            |            |  |  |        |        |        |
|  |                         | Bergisch Gladbach       | 2            | 1                       |   |               |               |               |  |  |            |            |            |  |  |        |        |        |
|  | KBC Duisburg            | Bergisch Gladbach       | 2            | 1                       | 1 | 0             |               |               |  |  |            |            |            |  |  |        |        |        |
|  | KBC Duisburg            |                         |              |                         | 1 | 0             |               |               |  |  |            |            |            |  |  |        |        |        |
|  | Bergisch Gladbach       | 4                       | 2            |                         |   |               |               |               |  |  |            |            |            |  |  |        |        |        |
|  | Bergisch Gladbach       | 4                       | 2            | Bergisch Gladbach       | 0 | 1             |               |               |  |  |            |            |            |  |  |        |        |        |
|  |                         |                         |              |                         |   |               |               |               |  |  |            |            |            |  |  |        |        |        |
|  |                         | Oberst Schiel Frankfurt | 0            | 0                       |   |               |               |               |  |  |            |            |            |  |  |        |        |        |
|  | SC Freiburg             | Oberst Schiel Frankfurt | 0            | 0                       | 0 | 3             |               |               |  |  |            |            |            |  |  |        |        |        |
|  | SC Freiburg             |                         |              |                         | 0 | 3             |               |               |  |  |            |            |            |  |  |        |        |        |
|  | FC Schalke 04           | 1                       | 0            |                         |   |               |               |               |  |  |            |            |            |  |  |        |        |        |
|  | FC Schalke 04           | 1                       | 0            | SC Freiburg             | 0 | 0             |               |               |  |  |            |            |            |  |  |        |        |        |
|  |                         |                         |              | SC Freiburg             | 0 | 0             |               |               |  |  |            |            |            |  |  |        |        |        |
|  |                         | SV Schlierstadt         | 1            | 2                       |   |               |               |               |  |  |            |            |            |  |  |        |        |        |
|  | SV Schlierstadt         | SV Schlierstadt         | 1            | 2                       | 1 | 3             |               |               |  |  |            |            |            |  |  |        |        |        |
|  | SV Schlierstadt         |                         |              |                         | 1 | 3             |               |               |  |  |            |            |            |  |  |        |        |        |
|  | VfL W. Wildeshausen     | 2                       | 2            |                         |   |               |               |               |  |  |            |            |            |  |  |        |        |        |
|  | VfL W. Wildeshausen     | 2                       | 2            | SV Schlierstadt         | 1 | 1             |               |               |  |  |            |            |            |  |  |        |        |        |
|  |                         |                         |              |                         |   |               |               |               |  |  |            |            |            |  |  |        |        |        |
|  |                         | Oberst Schiel Frankfurt | 2            | 3                       |   |               |               |               |  |  |            |            |            |  |  |        |        |        |
|  | Oberst Schiel Frankfurt | Oberst Schiel Frankfurt | 2            | 3                       | 2 | 2             |               |               |  |  |            |            |            |  |  |        |        |        |
|  | Oberst Schiel Frankfurt |                         |              |                         | 2 | 2             |               |               |  |  |            |            |            |  |  |        |        |        |
|  | Tennis Borussia Berlin  | 2                       | 1            |                         |   |               |               |               |  |  |            |            |            |  |  |        |        |        |
|  | Tennis Borussia Berlin  | 2                       | 1            | Oberst Schiel Frankfurt | 6 | 1             |               |               |  |  |            |            |            |  |  |        |        |        |
|  |                         |                         |              | Oberst Schiel Frankfurt | 6 | 1             |               |               |  |  |            |            |            |  |  |        |        |        |
|  |                         | Rendsburger TSV         | 0            | 2                       |   |               |               |               |  |  |            |            |            |  |  |        |        |        |
|  | TSV Wulsdorf            | Rendsburger TSV         | 0            | 2                       | 0 | 0             |               |               |  |  |            |            |            |  |  |        |        |        |
|  | TSV Wulsdorf            |                         |              |                         | 0 | 0             |               |               |  |  |            |            |            |  |  |        |        |        |
|  | Rendsburger TSV         | 5                       | 4            |                         |   |               |               |               |  |  |            |            |            |  |  |        |        |        |

## Achtelfinale
Die jeweils erstgenannte Mannschaft hatte im Hinspiel Heimrecht. Die Hinspiele fanden am 15., die Rückspiele am 21. und 22. Mai 1977 statt.
|                             | Gesamt    |                            | Hinspiel | Rückspiel |
| --------------------------- | --------- | -------------------------- | -------- | --------- |
| SV Schlierstadt             | 4:3       | VfL Wittekind Wildeshausen | 1:1      | 3:2       |
| TuS Niederkirchen           | (a)4:4(a) | Farmsener TV               | 1:2      | 3:2       |
| SC Freiburg                 | 3:1       | FC Schalke 04              | 0:1      | 3:0       |
| NSG Oberst Schiel Frankfurt | 4:3       | Tennis Borussia Berlin     | 2:2      | 2:1       |
| KBC Duisburg                | 1:6       | SSG 09 Bergisch Gladbach   | 1:4      | 0:2       |
| VfL Schorndorf              | 4:6       | FC Bayern München          | 2:2      | 2:4       |
| TSV Wulsdorf                | 0:9       | Rendsburger TSV            | 0:5      | 0:4       |
| FC Hellas Marpingen         | 4:5       | SC 07 Bad Neuenahr         | 2:2      | 2:3       |

## Viertelfinale
Die jeweils erstgenannte Mannschaft hatte im Hinspiel Heimrecht. Die Hinspiele fanden am 28., die Rückspiele am 30. Mai 1977 statt.
|                             | Gesamt |                          | Hinspiel | Rückspiel |
| --------------------------- | ------ | ------------------------ | -------- | --------- |
| SC 07 Bad Neuenahr          | 2:3    | SSG 09 Bergisch Gladbach | 2:2      | 0:1       |
| FC Bayern München           | 2:0    | TuS Niederkirchen        | 0:0      | 2:0       |
| SC Freiburg                 | 0:3    | SV Schlierstadt          | 0:1      | 0:2       |
| NSG Oberst Schiel Frankfurt | 7:2    | Rendsburger TSV          | 6:0      | 1:2       |

## Halbfinale
Die jeweils erstgenannte Mannschaft hatte im Hinspiel Heimrecht. Die Hinspiele fanden am 5., die Rückspiele am 12. Juni 1977 statt.
|                   | Gesamt |                             | Hinspiel | Rückspiel |
| ----------------- | ------ | --------------------------- | -------- | --------- |
| SV Schlierstadt   | 2:5    | NSG Oberst Schiel Frankfurt | 1:2      | 1:3       |
| FC Bayern München | 1:7    | SSG 09 Bergisch Gladbach    | 1:3      | 0:4       |

## Finale

### Hinspiel
| SSG 09 Bergisch Gladbach                               | SSG 09 Bergisch Gladbach | NSG Oberst Schiel Frankfurt | NSG Oberst Schiel Frankfurt |
| ------------------------------------------------------ | --- | --- | --------------------------- |
| SSG 09 Bergisch Gladbach                               | \| 18. Juni 1977 in Bergisch Gladbach (Kreisstadtstadion) \| \| Ergebnis: 0:0 \| \| Zuschauer: 8.000 \| \| Schiedsrichter: Herbert Lutz (Bremen) \| | \| 18. Juni 1977 in Bergisch Gladbach (Kreisstadtstadion) \| \| Ergebnis: 0:0 \| \| Zuschauer: 8.000 \| \| Schiedsrichter: Herbert Lutz (Bremen) \|                                                                                  | NSG Oberst Schiel Frankfurt |
| SSG 09 Bergisch Gladbach                               | Brigitte Schmoll – Gabi Göbel, Loni Winkel, Irmgard Stoffels, Bettina Krug – Erika Neuenfeldt, Elisabeth Lesnik, Anne Trabant-Haarbach, Gaby Dlugi (52. Christel Frese), Beverly Ranger (23. Hamburger), Ingrid Gebauer Spielertrainerin: Anne Trabant-Haarbach | Monika Dohles – Sylvia Ripper, Monika Hildenbrand, Regina Senkler, Erika Schnur – Gudrun Krämer-Müller, Bärbel Wohlleben, Monika Staab – Monika Scheler, Regina Zinke, Rita Schwab (42. Jovanka Kontic) Cheftrainer: Ferdinand Stang | NSG Oberst Schiel Frankfurt |
| 18. Juni 1977 in Bergisch Gladbach (Kreisstadtstadion) | | |                             |
| Ergebnis: 0:0                                          | | |                             |
| Zuschauer: 8.000                                       | | |                             |
| Schiedsrichter: Herbert Lutz (Bremen)                  | | |                             |

### Rückspiel
| NSG Oberst Schiel Frankfurt                            | NSG Oberst Schiel Frankfurt | SSG 09 Bergisch Gladbach | SSG 09 Bergisch Gladbach |
| ------------------------------------------------------ | --- | --- | ------------------------ |
| NSG Oberst Schiel Frankfurt                            | \| 25. Juni 1977 in Frankfurt am Main (Sandhöfer Wiesen) \| \| Ergebnis: 0:1 (0:0) \| \| Zuschauer: 3.000 \| \| Schiedsrichter: Heinz Quindeau (Ludwigshafen am Rhein) \|                                                                                 | \| 25. Juni 1977 in Frankfurt am Main (Sandhöfer Wiesen) \| \| Ergebnis: 0:1 (0:0) \| \| Zuschauer: 3.000 \| \| Schiedsrichter: Heinz Quindeau (Ludwigshafen am Rhein) \|                                                                        | SSG 09 Bergisch Gladbach |
| NSG Oberst Schiel Frankfurt                            | Monika Dohles – Sylvia Ripper, Erika Schnur, Regina Senkler, Monika Hildenbrand – Gudrun Krämer-Müller, Bärbel Wohlleben, Monika Staab (47. Doris Sauer) – Rita Schwab (57. Christiane Martin), Regina Zinke, Monika Scheler Cheftrainer: Ferdinand Stang | Brigitte Schmoll – Elisabeth Lesnik, Loni Winkel, Irmgard Stoffels, Gabi Göbel – Bettina Krug, Erika Neuenfeldt, Anne Trabant-Haarbach – Gaby Dlugi, Brigitte Klinz (20. Beverly Ranger), Ingrid Gebauer Spielertrainerin: Anne Trabant-Haarbach | SSG 09 Bergisch Gladbach |
| NSG Oberst Schiel Frankfurt                            | 0:1 Ingrid Gebauer (31.) | | SSG 09 Bergisch Gladbach |
| 25. Juni 1977 in Frankfurt am Main (Sandhöfer Wiesen)  | | |                          |
| Ergebnis: 0:1 (0:0)                                    | | |                          |
| Zuschauer: 3.000                                       | | |                          |
| Schiedsrichter: Heinz Quindeau (Ludwigshafen am Rhein) | | |                          |